# The Zero Theorem - Tutto è vanità
The Zero Theorem - Tutto è vanità (The Zero Theorem) è un film del 2013 diretto da Terry Gilliam.
Con protagonista Christoph Waltz, il film fantascientifico è ambientato in un futuro distopico.

## Trama
Qohen Leth è un egocentrico hacker che vive in una chiesa sconsacrata e lavora per una corporazione: la Mancom. Trascorre la sua vita nella spasmodica attesa di ricevere una telefonata che lo renda felice o che gli dia tutte le risposte alle domande che cerca. A seguito della sua richiesta di una visita medica, nella quale viene giudicato fisicamente sano, gli viene assegnata un'intelligenza artificiale, Dott. Shrink-Rom, con il compito di eseguire una valutazione psichiatrica.
In attesa di incontrare il Management, il direttore della società, Qohen partecipa ad una festa organizzata dal suo supervisore, Joby. Mentre gironzola per la casa, Qohen inciampa e finisce in una stanza dove incontra il Management. Sorpreso, gli chiede di avere la possibilità di lavorare da casa, perché sarebbe più produttivo e, al contempo, non rischierebbe di perdere la telefonata che tanto attende. Il Management non risponde ma gli fa capire che lo considera un folle. Poco dopo Qohen conosce Bainsley, che lo salva da un'oliva andatagli di traverso.
Qohen scopre che la sua richiesta di poter lavorare da casa è stata accettata. Tramite l'utilizzo di un supercomputer, ha il compito di risolvere una misteriosa formula matematica: lo "Zero Theorem". Dopo mesi e mesi di lavoro, Qohen comincia a soffrire di terribili incubi che hanno come protagonista un buco nero.
Frustrato dal lavoro, Qohen distrugge il supercomputer con un martello. Subito dopo riceve la visita di Bainsley e le confida l'accaduto ma, cosa ancor più grave, crede di aver accidentalmente riattaccato la "famosa" telefonata che gli avrebbe svelato il senso della vita. Bainsley lo consola e, prima di andar via, gli regala una speciale tuta, utilizzata per entrare in una dimensione virtuale. Qohen riceve la visita di Bob, figlio prodigio del Management. Bob ripara il supercomputer e gli svela che il Management lo sta spiando e che Bainsley è pagata per essere gentile con lui. La sera, utilizzando la tuta regalatagli da Bainsley, si connette ad una realtà virtuale rappresentata da una spiaggia e da un tramonto, dove incontra Bainsley.
Qohen apprende che lo "Zero Theorem" prova che non c'è un senso della vita e collegandosi di nuovo con Bainsley, cerca di convincerla a fuggire insieme, ma lei lo disconnette brutalmente, danneggiando la tuta. Qohen prova nuovamente a connettersi con Bainsley ma questa volta scopre che in realtà è una spogliarellista.
Bainsley va a trovarlo in cerca del suo perdono, confessandogli il puro amore che prova per lui e proponendogli di fuggire insieme, ma Qohen la rifiuta.
Bob, a causa di quella che poi si scoprirà essere una malattia cronica, sviene e Qohen nel tentativo di aiutarlo scopre le videocamere nascoste dentro casa e le distrugge tutte. Nel frattempo gli uomini del Management fanno irruzione per portare via il ragazzo, inoltre, come conseguenza delle azioni commesse da Qohen, Joby viene licenziato. Qohen, provato dagli eventi, decide di indossare la tuta per la realtà virtuale, riparata e modificata da Bob, ma viene catapultato nella Rete Neurale.
Qui, il Management gli spiega che è stato scelto per la sua incrollabile fede in una telefonata che avrebbe dovuto dargli il senso della vita. Fede che lo rende, in realtà, l'antitesi dello "Zero Theorem". Il Management scompare improvvisamente. Qohen, furioso, distrugge la Rete Neurale, scoprendo un immenso buco. Decide di saltarci dentro, quando, improvvisamente, appare nuovamente sulla spiaggia virtuale nella quale era già stato con Bainsley.
Qohen, ormai calmo e solo, interagisce con l'ambiente che lo circonda. Durante i titoli di coda si sente la voce di Bainsley chiamare Qohen.

## Produzione

### Progetto iniziale
Il progetto partì inizialmente nel 2009, con Billy Bob Thornton come protagonista nel ruolo di Qohen Leth, Terry Gilliam alla regia e Richard D. Zanuck produttore. Il progetto però saltò e Gilliam decise di dedicarsi a cortometraggi e documentari.

### Riavvio del progetto
Quando nel 2012 si riavvia il progetto, Christoph Waltz rimpiazza Billy Bob Thornton, mentre Dean Zanuck prende il posto del padre Richard, morto nel luglio 2012, come produttore della pellicola.
La produzione del film partì il 13 agosto 2012.

### Riprese
Le riprese iniziano il 22 ottobre e terminano il 3 dicembre 2012 e si svolgono completamente in Romania.

## Colonna sonora
La colonna sonora del film viene affidata al compositore britannico George Fenton, ed il regista Terry Gilliam descrive la sua colonna sonora "come un fantasma, il personaggio che non vedremo mai nel film".

## Promozione
Il 24 giugno 2013 vengono pubblicati online il primo promo, della durata di tre minuti circa, ed uno showreel di dodici minuti, entrambi presenti sull'account della Voltage Pictures sul sito VimeoPro.

## Distribuzione
La pellicola è stata presentata in concorso alla 70ª edizione del Festival di Venezia il 2 settembre 2013. Nel Regno Unito è stato distribuito nelle sale dal 14 marzo 2014.
In Italia arriva 3 anni dopo, il 7 luglio 2016, distribuito da Minerva Pictures.

## Riconoscimenti
- 2015 - Saturn Awards[11]
  - Candidato per il miglior film di fantascienza